# Palacio de Mari

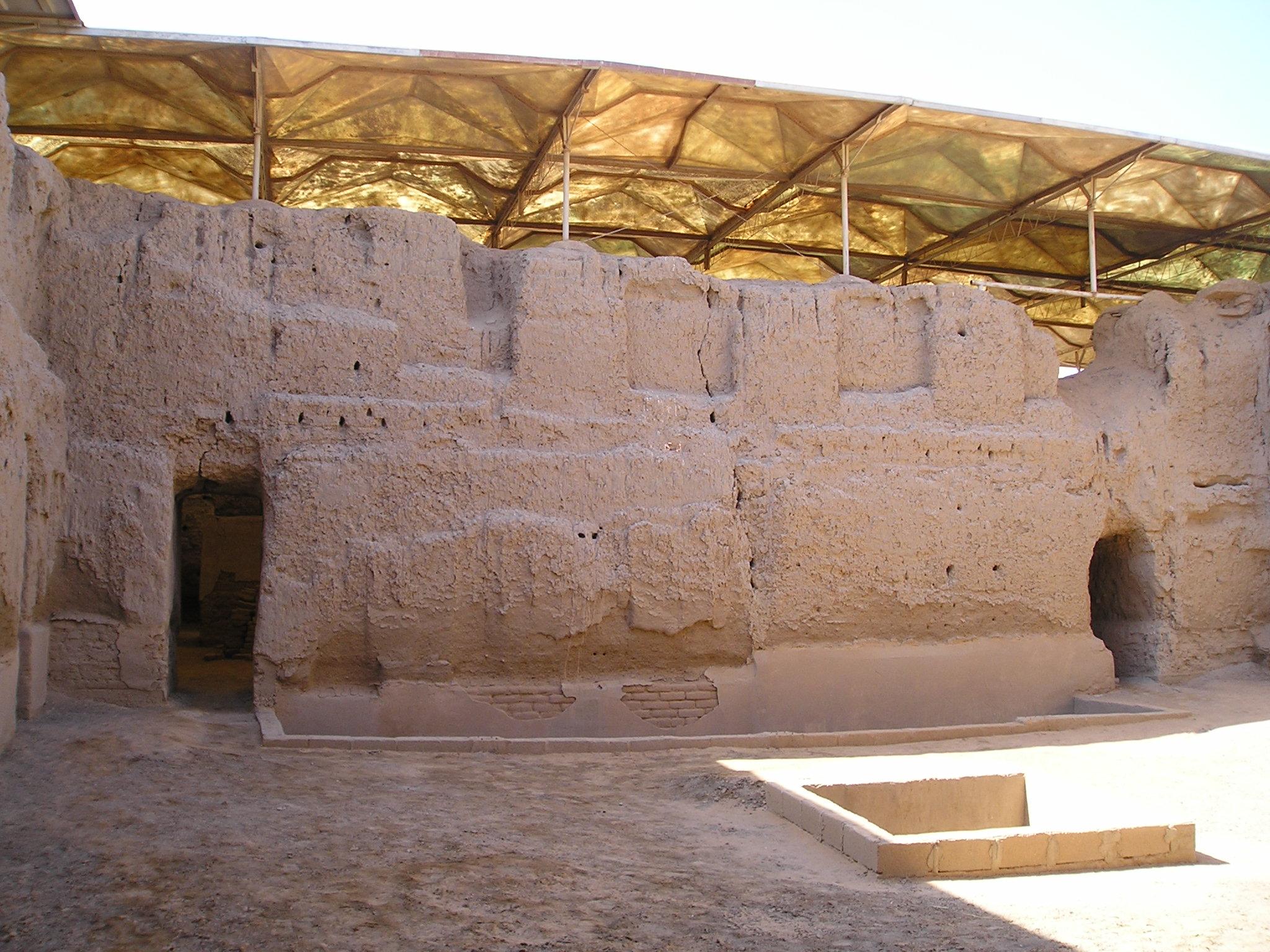
Palacio de Mari.

Palacio de Mari o Palacio Real de Mari son los nombres que la historiografía utiliza para designar a los restos arqueológicos excavados desde los años 1930, de los edificios que se utilizaron como residencia de los gobernantes de la ciudad de Mari, que son los más importantes de la zona. Data del siglo XVIII antes de Cristo, y es significativo que sea el más completo de los primeros conservados cuya función sea civil y no religiosa (templos), a pesar de que hubiera palacios desde mucho antes en la historia de Mesopotamia y el Próximo Oriente antiguo (los palacios sumerios —Eridu, Kiš, Tell Brak, Ur, Ešnunna— y otros como los de Ugarit, Ebla o Büyükkale).
Está ubicado en la actual Siria, dentro de la ciudad de Mari, a corta distancia al oeste del río Éufrates.
Tiene una gran extensión, cerca de 2,5 hectáreas. Se han hallado restos de más de 260 habitaciones y muchos pasadizos. Estaba dividido entre un espacio privado, uno público y otro sagrado.

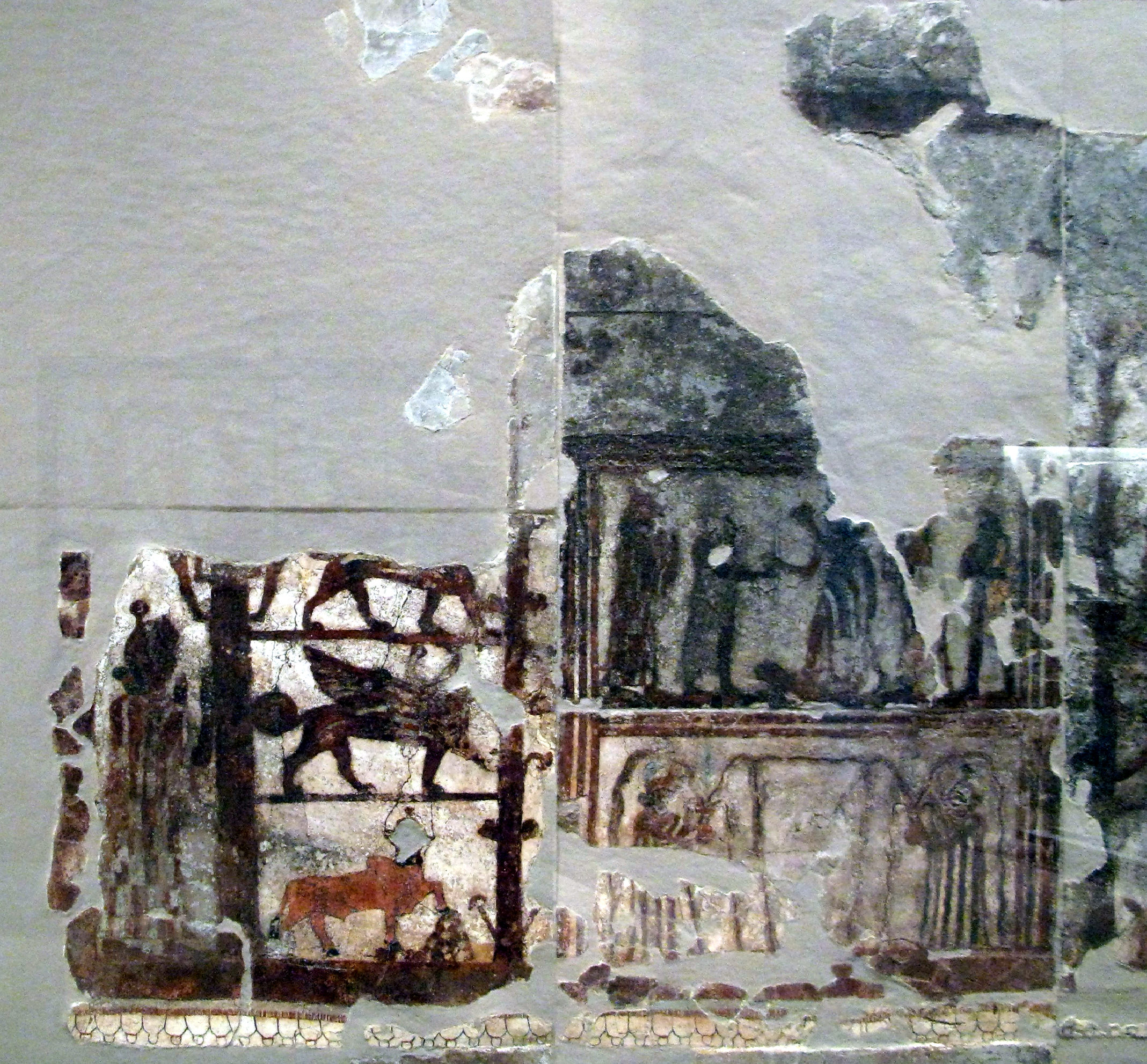
Fresco con la Investidura de Zimri-Lim.

En el denominado archivo real de Mari se han encontrado más de 20.000 tablillas de arcilla con escritura cuneiforme, la mayor parte acerca de los reinados de Yasmah-Adad, Shamshi-Adad I y Zimri-Lim 1785-1760 a. C.) que han aportado mucha información sobre la vida económica, social, política y cultural de la época.
Entre la decoración del palacio destacan las pinturas al fresco, una de las cuales ilustra la investidura del rey Zimrilim por la diosa guerrera Ishtar.